# 2012년 포뮬러 원 시즌

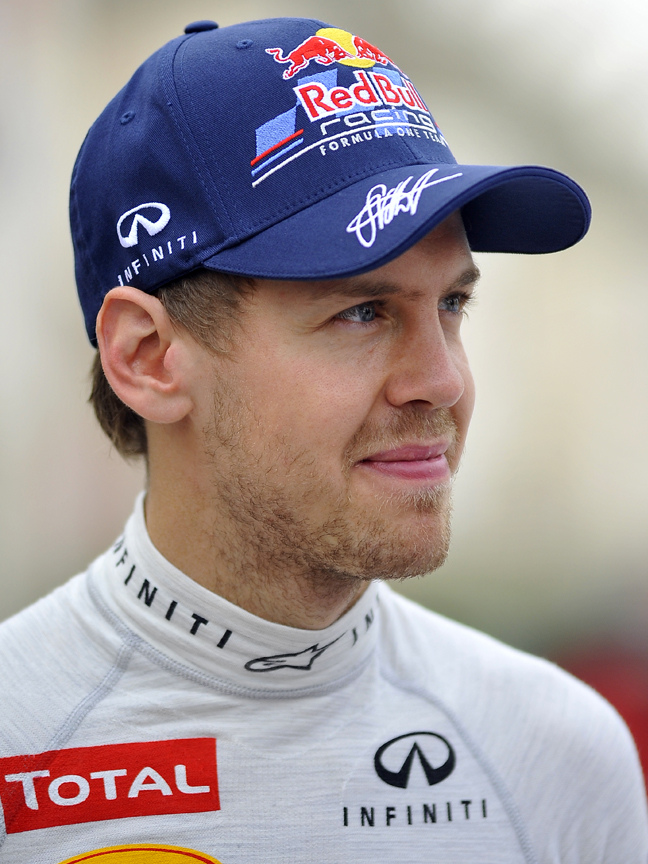
3년 연속 월드 챔피언 타이틀을 획득한 제바스티안 페텔

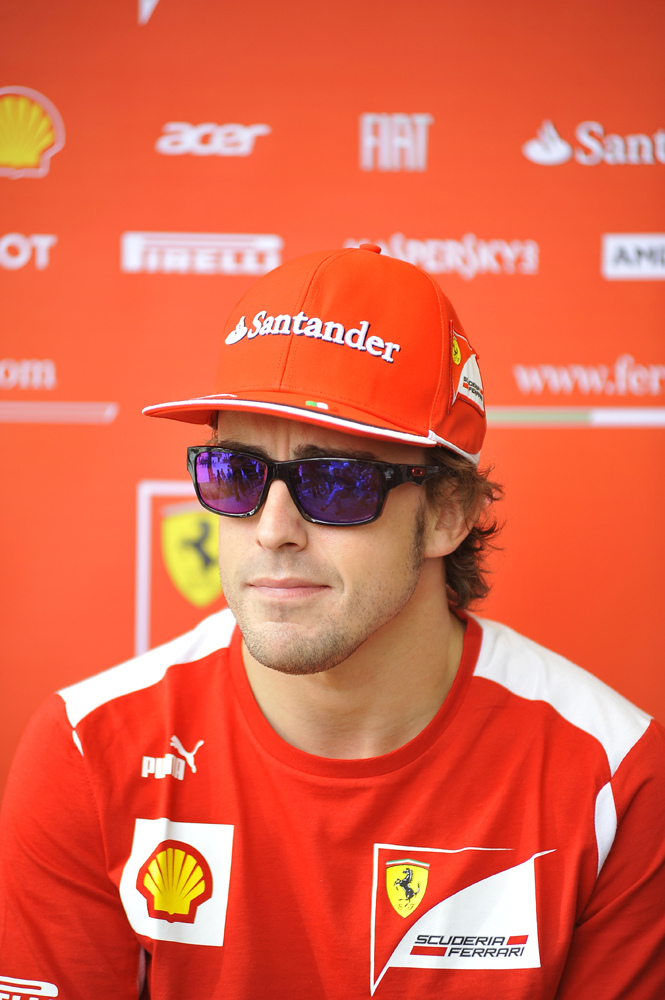
페텔에 3포인트 뒤져 드라이버 챔피언십 2위를 기록한 페르난도 알론소

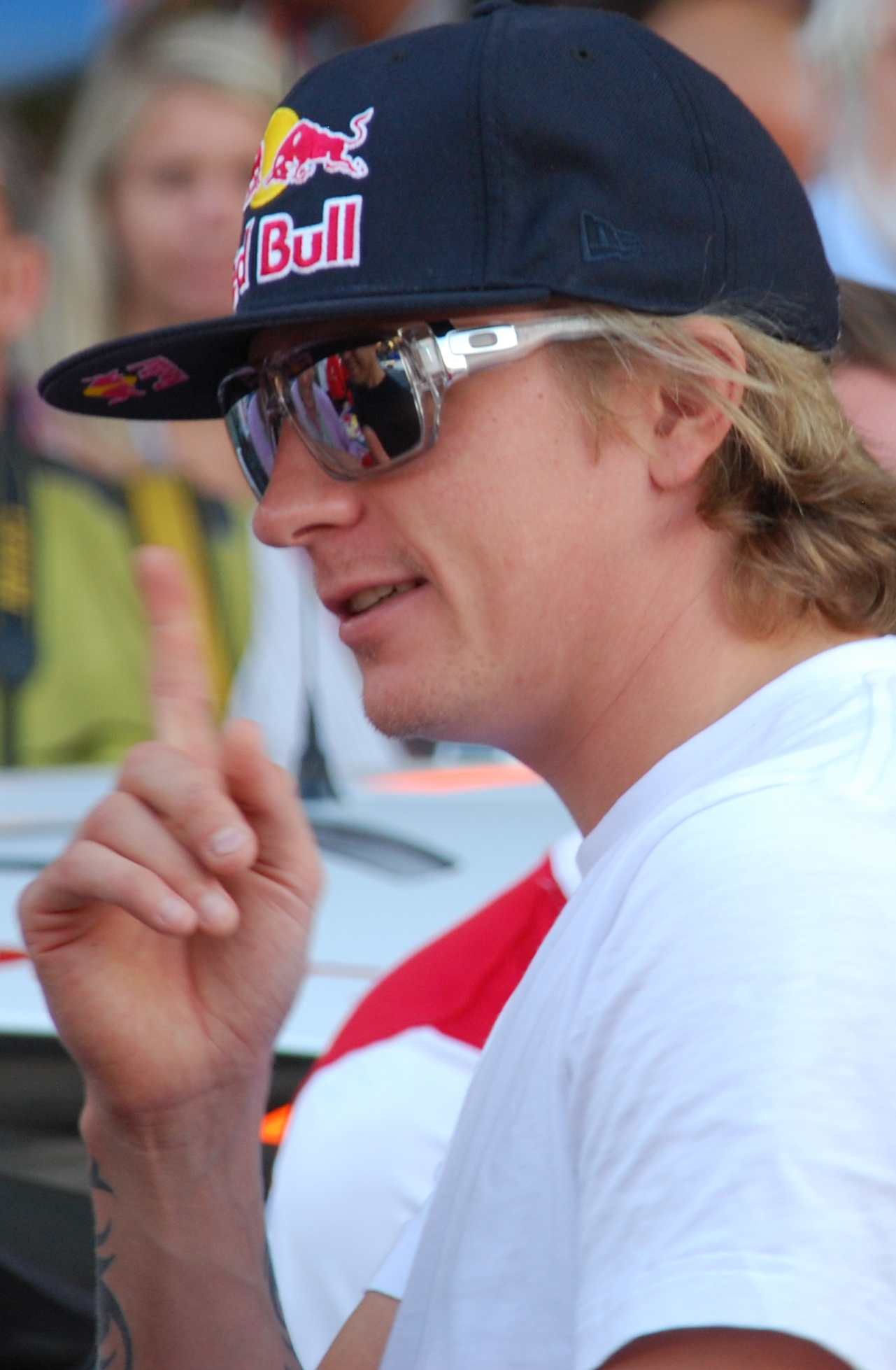
로터스 F1으로 복귀하여 드라이버 챔피언십 3위를 기록한 키미 래이쾨넨

2012년 포뮬러 원 시즌은 63번째 FIA 포뮬러 원 시즌이다. 3월 18일 오스트레일리아 그랑프리로 시작된 시즌은 11월 25일 브라질 그랑프리까지 총 20라운드로 진행되었다. 이 중에는 5년 만에 포뮬러 원에 복귀한 미국 그랑프리와 2011년 바레인 봉기로 취소되었던 바레인 그랑프리가 포함되었다.
시즌 초반은 일곱 개의 그랑프리에서 각기 다른 일곱 명의 선수가 우승하는 혼전이 펼쳐졌다. 매 그랑프리마다 바뀌던 우승자는 유럽 그랑프리에서 페르난도 알론소가 두 번째 우승을 차지하면서 끝났다. 알론소는 이후 독일 그랑프리 우승과 영국, 이탈리아, 싱가포르 그랑프리 포디엄에 힘입어 드라이버 챔피언십 선두를 달렸다. 그러나 알론소는 벨기에와 일본 그랑프리에서 경기 시작 직후 리타이어하면서 드라이버 챔피언십 전년도 우승자인 제바스티안 페텔에게 추격을 허용하였고, 이들의 점수는 열여섯번째 그랑프리인 한국 그랑프리에서 역전된다. 이후 페텔은 선두 자리를 시즌 끝까지 유지하여, 2013년 시즌 드라이버 챔피언십 우승을 차지했다. 페텔은 이 시즌을 우승으로 마감하며 드라이버 챔피언십 3회 연속 우승이라는 기록도 세웠는데, 이는 포뮬러 원 60년 역사상 세 번째로 달성한 것이다. 또한 페텔과 웨버의 성적에 힘입어 컨스트럭터 챔피언십 타이틀은 레드불 레이싱이 3년 연속으로 획득하였다.

## 라운드 목록
| 라운드 | 경기 이름               | 그랑프리          | 서킷                                       | 날짜      |
| ------ | ----------------------- | ----------------- | ------------------------------------------ | --------- |
| 1      | 오스트레일리아 그랑프리 | 오스트레일리아 GP | 맬버른 그랑프리 서킷, 멜버른               | 3월 18일  |
| 2      | 말레이시아 그랑프리     | 말레이시아 GP     | 세팡 인터내셔널 서킷, 쿠알라룸푸르         | 3월 25일  |
| 3      | 중화인민공화국 그랑프리 | 중화인민공화국 GP | 상하이 인터내셔널 서킷, 상하이             | 4월 15일  |
| 4      | 바레인 그랑프리         | 바레인 GP         | 바레인 인터내셔널 서킷, 사키르             | 4월 22일  |
| 5      | 스페인 그랑프리         | 스페인 GP         | 카탈루냐 서킷, 바르셀로나                  | 5월 13일  |
| 6      | 모나코 그랑프리         | 모나코 GP         | 모나코 서킷, 몬테카를로                    | 5월 27일  |
| 7      | 캐나다 그랑프리         | 캐나다 GP         | 질 빌너브 서킷, 몬트리올                   | 6월 10일  |
| 8      | 유럽 그랑프리           | 유럽 GP           | 발렌시아 스트리트 서킷, 발렌시아           | 6월 24일  |
| 9      | 영국 그랑프리           | 영국 GP           | 실버스톤 서킷, 실버스톤                    | 7월 8일   |
| 10     | 독일 그랑프리           | 독일 GP           | 호켄하임링, 호켄하임                       | 7월 22일  |
| 11     | 헝가리 그랑프리         | 헝가리 GP         | 헝가로링, 부다페스트                       | 7월 29일  |
| 12     | 벨기에 그랑프리         | 벨기에 GP         | 스파-프랑코샹 서킷, 스파                   | 9월 2일   |
| 13     | 이탈리아 그랑프리       | 이탈리아 GP       | 몬차 자동차 경주장, 몬차                   | 9월 9일   |
| 14     | 싱가포르 그랑프리       | 싱가포르 GP       | 마리나 베이 스트리트 서킷, 마리나 베이     | 9월 23일  |
| 15     | 일본 그랑프리           | 일본 GP           | 스즈카 서킷, 스즈카                        | 10월 7일  |
| 16     | 대한민국 그랑프리       | 대한민국 GP       | 코리아 인터내셔널 서킷, 영암               | 10월 14일 |
| 17     | 인도 그랑프리           | 인도 GP           | 부드 인터내셔널 서킷, 그레이터 노이다      | 10월 28일 |
| 18     | 아부다비 그랑프리       | 아부다비 GP       | 야스 마리나 서킷, 아부다비                 | 11월 4일  |
| 19     | 미국 그랑프리           | 미국 GP           | 아메리카 서킷, 오스틴                      | 11월 18일 |
| 20     | 브라질 그랑프리         | 브라질 GP         | 호세 카를로스 파시 자동차 경주장, 상파울루 | 11월 25일 |

## 선수 목록
| 번호 | 이름              | 팀                    | 포인트 |
| ---- | ----------------- | --------------------- | ------ |
| 1    | 제바스티안 페텔   | 레드불-르노           | 281    |
| 2    | 마크 웨버         | 레드불-르노           | 179    |
| 3    | 젠슨 버튼         | 맥라렌-메르세데스     | 188    |
| 4    | 루이스 해밀턴     | 맥라렌-메르세데스     | 190    |
| 5    | 페르난도 알론소   | 페라리                | 278    |
| 6    | 펠리피 마사       | 페라리                | 122    |
| 7    | 미하엘 슈마허     | 메르세데스            | 49     |
| 8    | 니코 로스베르크   | 메르세데스            | 93     |
| 9    | 키미 래이쾨넨     | 로터스-르노           | 207    |
| 10   | 로멩 그로장       | 로터스-르노           | 96     |
| 10   | 제롬 담브로지오   | 로터스-르노           | 0      |
| 11   | 폴 디레스타       | 포스인디아-메르세데스 | 46     |
| 12   | 니코 휠켄베르크   | 포스인디아-메르세데스 | 63     |
| 14   | 고바야시 가무이   | 자우버-페라리         | 60     |
| 15   | 세르지우 페레스   | 자우버-페라리         | 66     |
| 16   | 다니엘 리카르도   | 토로 로소-페라리      | 10     |
| 17   | 막스 베르스타펜   | 토로 로소-페라리      | 16     |
| 18   | 파스토르 말도나도 | 윌리엄스-르노         | 45     |
| 19   | 브루노 세나       | 윌리엄스-르노         | 31     |
| 20   | 헤이키 코발라이넨 | 캐터햄-르노           | 0      |
| 21   | 비탈리 페트로프   | 캐터햄-르노           | 0      |
| 22   | 페드로 데라로사   | HRT-코스워스          | 0      |
| 23   | 나라얀 카르티케얀 | HRT-코스워스          | 0      |
| 24   | 티모 글록         | 버진-코스워스         | 0      |
| 25   | 샤를 피크         | 버진-코스워스         | 0      |